# Atila Turan
Atila Turan (Cheny, 10 april 1992) is een Franse voetballer van Turkse komaf.
Turan begon zijn loopbaan bij Grenoble Foot 38 en maakte in 22 wedstrijden 3 doelpunten. Aan het eind van seizoen 2010-2011 genoot Turan aandacht van grote clubs als FC Barcelona, ACF Fiorentina en Sporting Lissabon. Uiteindelijk koos Turan voor Sporting Lissabon waar hij een 5-jarig contract ondertekende met een ontsnappingsclausule van 30 miljoen euro. Tijdens het seizoen 2011-2012 werd hij verhuurd aan SC Beira-Mar. In het seizoen 2012-2013 kwam Turan op huurbasis uit voor het Turkse Orduspor. Op 29 augustus 2013 tekende hij als transfervrije speler een driejarig contract bij Stade Reims. In 2021 tekende Atila voor de kleuren van Kocaelispor.